# Bombomyia
Bombomyia is een vliegengeslacht uit de familie van de wolzwevers (Bombyliidae). De wetenschappelijke naam van het geslacht werd voor het eerst geldig gepubliceerd in 1995 door David J. Greathead.

## Soorten
Het genus bevat de volgende soorten:

- Bombomyia acroleuca (Bezzi, 1921)
- Bombomyia aequisexa (Paramonov, 1955)
- Bombomyia bicolorata (Bezzi, 1924)
- Bombomyia bombiformis (Bezzi, 1921)
- Bombomyia burundi Evenhuis & Greathead, 1999
- Bombomyia discoidea (Fabricius, 1794)
- Bombomyia flagrans (Bezzi, 1924)
- Bombomyia flammea (Bowden, 1962)
- Bombomyia fulvonotata (Wiedemann, 1818)
- Bombomyia fulvulus Evenhuis & Greathead, 1999
- Bombomyia haemorrhoidalis (Bezzi, 1921)
- Bombomyia horni (Paramonov, 1931)
- Bombomyia hypoxantha (Loew, 1863)
- Bombomyia maculata (Fabricius, 1775)
- Bombomyia montium (François, 1955)
- Bombomyia perfusa (François, 1969)
- Bombomyia stictica (Boisduval, 1835)
- Bombomyia suffusa (Walker, 1849)
- Bombomyia tricolor (Guérin-Méneville, 1835)
- Bombomyia uniformis (Paramonov, 1955)
- Bombomyia vansoni (Hesse, 1936)
- Bombomyia vertebralis (Dufour, 1833)
- Bombomyia waterbergensis (Hesse, 1938)